# Bicinium
Bicinium var en typ av tvåstämmig sång under renässansen.
Georg Rhau i Wittenberg utgav 1545 två band bicinier av de berömdaste mästarna sedan cirka 100 år tillbaka. 1549 utkom en annan samling i Nürnberg med många tyska, 1590 en tredje av Pierre Phalèse i Antwerpen med mestadels italienska mästares verk.